# Hèvremont
Hèvremont (Nederlands: Heverberg) is een plaats in de gemeente Limburg in de Belgische provincie Luik, tussen Limburg en Verviers.

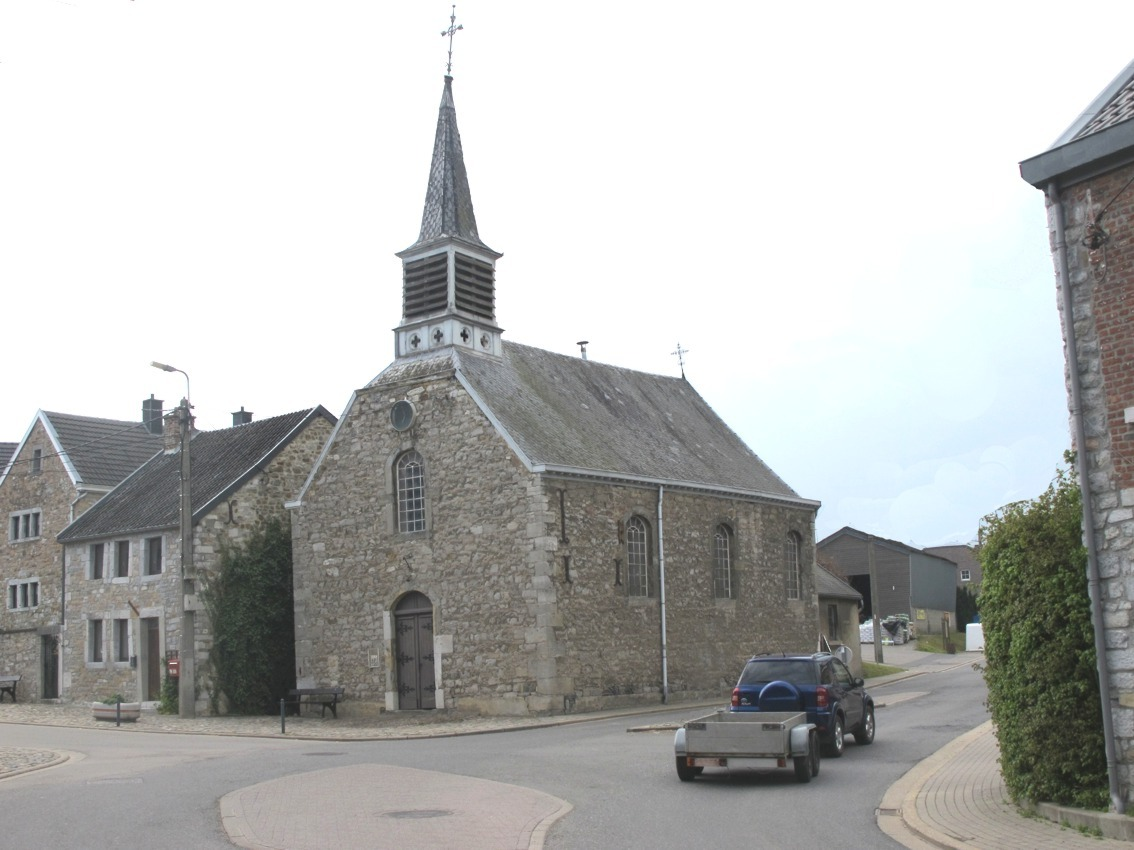
Sint-Franciscus van Assisikapel

## Geschiedenis
Tot de opheffing van het hertogdom Limburg hoorde Hèvremont tot de Limburgse hoogbank Baelen. Net als de rest van het hertogdom werd Hèvremont bij de annexatie van de Zuidelijke Nederlanden door de Franse Republiek in 1795 opgenomen in het toen gevormde departement Ourthe.

## Bezienswaardigheden
- In het dorp staat de Sint-Franciscus van Assisikapel (Chapelle Saint-François d'Assise) van 1802.
- Tegenover de kapel bevindt zich een oorlogsmonument.

Deelgemeenten: Bilstain · Gulke

Overige kernen: Bellevaux · Béthane · Champ de Wooz · Dolhain · Halloux · Hèvremont · Hoyoux · Pierresse · Villers · Wooz

Belgische gemeenten · Arrondissement Verviers · Luik · Wallonië